# Sphex libycus
Sphex libycus är en biart som beskrevs av De Beaumont 1956. Sphex libycus ingår i släktet Sphex och familjen grävsteklar. Inga underarter finns listade i Catalogue of Life.